# Alquifa
Alquifu ou alquifa (baseado, como a palavra álcool, no árabe "al-kuhl"), é um minério de chumbo, encontrado na Cornualha, Inglaterra, usado pelos oleiros para produzir cerâmica vidrada de cor verde. Trata-se geralmente de galena em pó. Era também usado pelas mulheres no Oriente na pintura das sobrancelhas.